# Бас Рутен
Себастиан „Бас“ Рутен (роден на 24 февруари 1965 г.) е холандско-американски актьор, бивш майстор на смесени бойни изкуства, кикбоксьор и професионален борец. Той е бил шампион на UFC в тежка категория, трикратен световен шампион King of Pancrase и завършва кариерата си в серия от 22 битки без загуба (21 победи и 1 равенство).
Като професионален боец една от любимите му тактики е ударът на черния дроб (както с юмрук, така и с крак), което популяризира в ММА. Рутен е известен със своята харизма и се възползва от статута си на знаменитост, след като се оттегля от битките през 1999 г. Той е работил като експерт-коментатор в няколко ММА организации, включително Прайд, и се е появявал в множество телевизионни предавания, филми и видеоигри. Той също така преподава ММА и е автор на няколко учебни материали.